# Giulio Cesare Aranzio

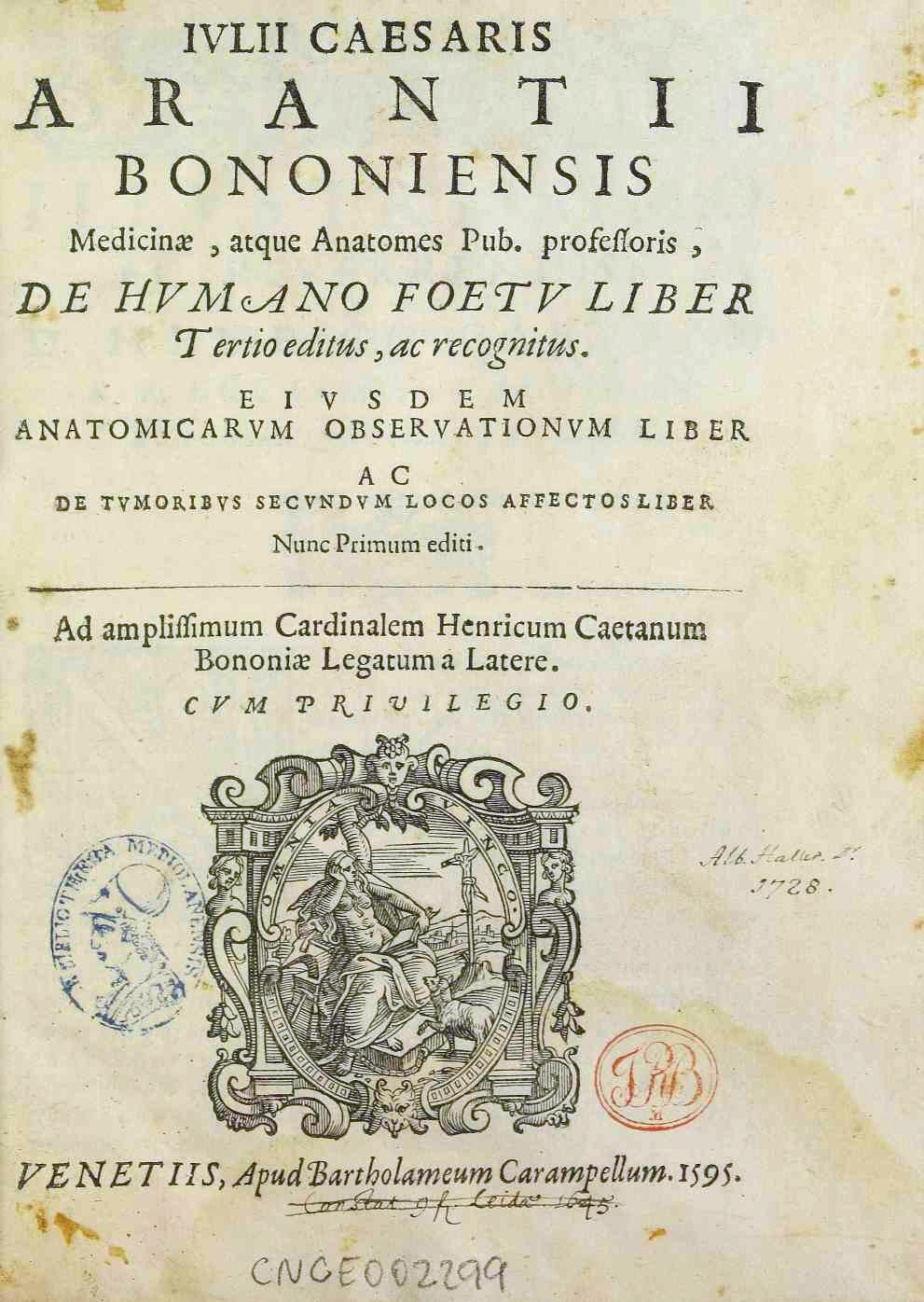

Giulio Cesare Aranzio (Arantius, Julius Caesar Aranzi, ur. 1529/1530 w Bolonii, zm. 7 kwietnia 1589 tamże) – włoski anatom.

## Życiorys
Syn Ottaviano di Jacopo i Marii Maggi. Studiował medycynę u Bartolomeo Maggi (1477–1552), kuzyna od strony matki, chirurga wykładającego na Uniwersytecie w Bolonii. Następnie związany z Uniwersytetem w Padwie. W wieku 19 lat odkrył mięsień dźwigacz powieki górnej. W 1556 otrzymał tytuł doktora medycyny. Zajmował się anatomią ludzkiego płodu i odkrył, że krążenie płodowe i matczyne są oddzielone w czasie ciąży. Badał układ komorowy mózgowia, przedstawił pierwszy opis komory czwartej mózgu. W 1564 wprowadził do anatomii termin hipokampa.

## Wybrane prace
- De humano foetu opusculum, 1564
- De tumoribus secundum locus affectum, 1571
- In Hippocrates librum de vulneribus capitis, 1580
- Observationes anatomicae, 1579